# Jeu séquentiel

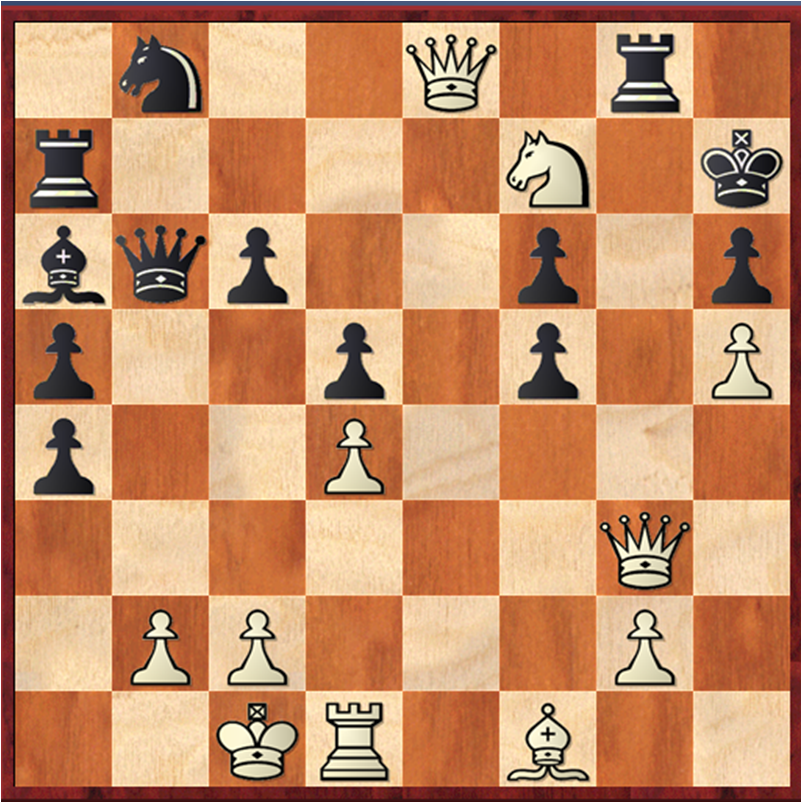
Les échecs sont un exemple de jeu séquentiel.

En théorie des jeux, un jeu séquentiel est un jeu où les joueurs choisissent leurs actions  à tour de rôle. Pour qu'un jeu soit séquentiel il faut que certaines informations sur les choix d'un joueur à son tour soient connues par les joueurs suivants avant qu'ils ne fassent eux-mêmes leur choix; sans cela, le tour du premier joueur n'aurait pas d'effet sur la stratégie des suivants. Les jeux séquentiels sont donc régis par l'axe du temps, et peuvent être représentés sous forme d'arbres de décision.
Les jeux séquentiels à information parfaite peuvent être analysés mathématiquement en utilisant la théorie des jeux combinatoires.
Un arbre de décision est une représentation complète des dynamiques d'un jeu qui fournit des informations sur les manières possibles de jouer à un jeu donné. Ils montrent l'ordre dans lequel les joueurs agissent et le nombre de fois où ils peuvent chacun prendre une décision. Les arbres de décision fournissent également des informations sur ce que chaque joueur sait ou ne sait pas au moment où il décide d'une action à entreprendre. À chacun des nœuds de décision de l'arbre sont également indiqués les gains de chaque joueur. Les représentations de ces représentations complètes ont été introduites par von Neumann et développées par Kuhn dans les premières années de la théorie des jeux entre 1910 et 1930. 
Les jeux répétés sont un exemple de jeux séquentiels. Dans un jeu répété, les joueurs jouent plusieurs fois d'affilée une partie d'un même jeu, et le résultat de cette partie déterminera la façon dont le jeu global continue. À chaque nouvelle manche, les deux joueurs ont toutes les informations sur le déroulement des manches précédentes. Un taux d'actualisation compris entre 0 et 1 est généralement pris en compte lors de l'examen du gain de chaque joueur dans ces jeux. Des jeux répétés peuvent illustrer des comportements psychologiques dans ces jeux, par exemple la confiance ou la vengeance, car chaque joueur prend une décision à chaque nouvelle partie en fonction de la façon dont les jeux précédents ont été joués jusqu'à présent.
Contrairement aux jeux séquentiels, les jeux simultanés n'ont pas d'axe temporel car les joueurs choisissent leurs coups sans connaître les choix des autres. On les représente  généralement sous la forme de matrices de gains.
Des jeux tels que les échecs, les échecs infinis, le backgammon, le morpion et le Go sont des exemples de jeux séquentiels. Les jeux combinatoires sont généralement des jeux séquentiels. La taille des arbres de décision peut varier en fonction de la complexité du jeu, allant du petit arbre de jeu du morpion à l'arbre du jeu d'échecs extrêmement complexe, si grand que même les ordinateurs ne peuvent pas le cartographier complètement.
Dans les jeux séquentiels avec information parfaite, un équilibre parfait de sous-jeu peut être trouvé par raisonnement rétrograde.